# St.-Bartholomäus-Kirche (Dresden)
Die St.-Bartholomäus-Kirche war eine Kirche in der Wilsdruffer Vorstadt in Dresden. Sie gehörte wie der als Friedhof genutzte Kirchhof zum Bartholomäus-Hospital und bestand wie das Hospital bis 1839.

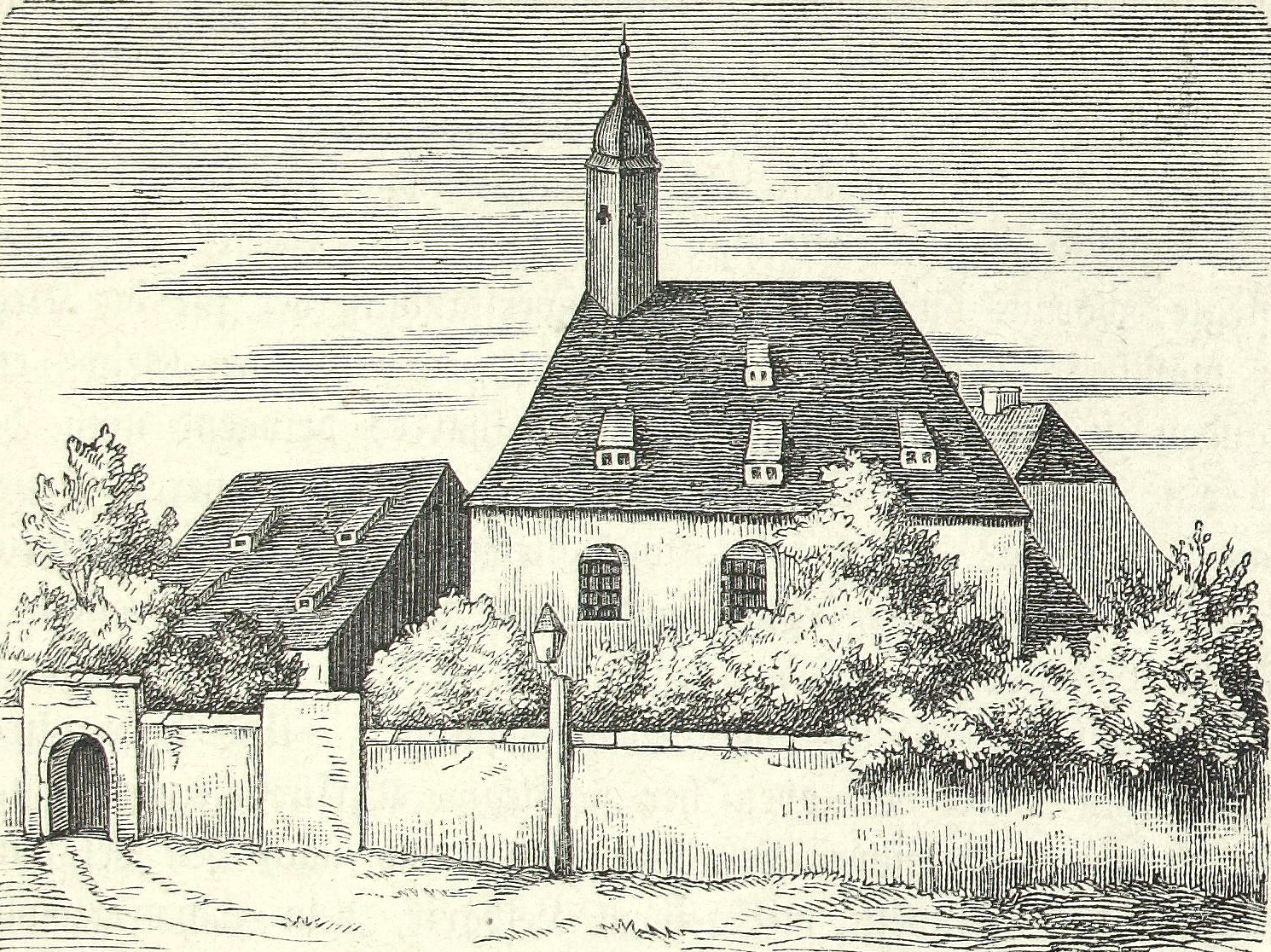
Die St.-Bartholomäus-Kirche mit anschließenden Hospitalbauten

## Geschichte
Die Bartholomäus-Kirche war die Kirche des im 13. oder 14. Jahrhundert erbauten Bartholomäus-Hospitals. Bartholomäus gilt als Patron gegen Hautkrankheiten, weil er auf Befehl des Astyages, eines Bruders des armenischen Herrschers Polymios, geschunden worden sein soll. 1238 kam seine angebliche Hirnschale des Apostels durch Kaiser Friedrich II. in den Kaiserdom St. Bartholomäus von Frankfurt am Main, welcher ab diesem Zeitpunkt nach ihm benannt wurde. Im Anschluss verbreitete sich das Bartholomäus-Patrozinium im Gebiet des Heiligen Römischen Reiches häufiger. Auch nach Dresden kam eine mittlerweile verschollene Bartholomäus-Reliquie, weil vor dem Wilsdruffer Tor angeblich gegen Lepra heilkräftiges Wasser sprudelte. Mit dem Aufblühen der Städte im 12. Jahrhundert und dem allgemeinen Bevölkerungswachstum bis ins 13. Jahrhundert nahm die Zahl der Leprakranken zu. Darüber hinaus förderten die Enge der Städte und die oft mangelhaften hygienischen Verhältnisse die Verbreitung von Infektionskrankheiten.
Eine erste Nachricht von der Existenz der Kirche sind Rechnungen für Umbauten der Kirche aus dem Jahr 1408. Die Weihe eines Altars und des Friedhofs durch den Bischof von Meißen ist für das Jahr 1473 belegt.

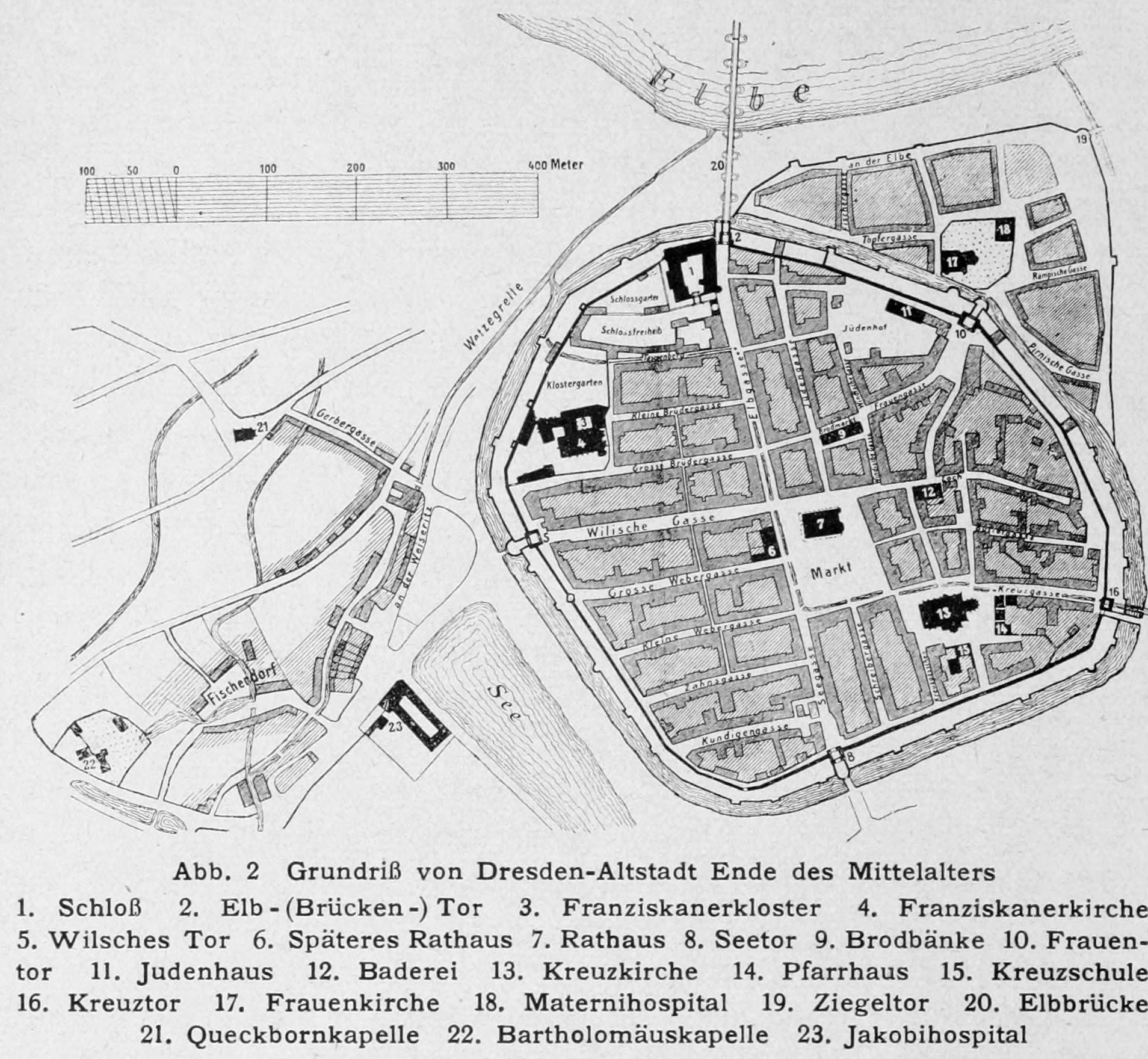
Lages der Bartholomäuskapelle (Nr. 22) auf einem Stadtplan von Dresden Ende des Mittelalters

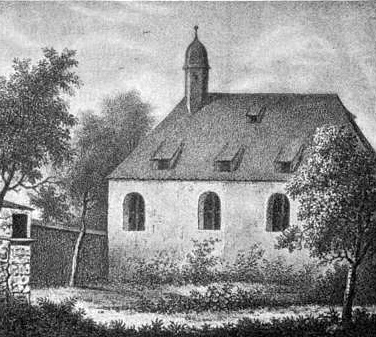
Ansicht der Kirche mit der in Seuchenzeiten genutzten Pestkanzel

Die Kirche lag „etwas eingerückt von der Straße nach der Entenpfütze [Freiberger Platz], woselbst eine Mauer den Einschluß macht“. Im Jahr 1519 folgte ein größerer Umbau, der 1520 abgeschlossen wurde. Die Kirche war, nachdem der Friedhof Ende des 16. Jahrhunderts stillgelegt worden war, 1783 von einem begrünten Hof umgeben, auf dem Bäume sowie ein Brunnen standen. Sein Wasser sollte dem Glauben nach heilende Kräfte gehabt haben. Auf dem Kirchengelände befanden sich zudem Wohnungs- und Wirtschaftsbauten des Bartholomäus-Hospitals.
Die St.-Bartholomäus-Kirche war neben Hospitalkirche auch die Pfarrkirche für die spätere Wilsdruffer Vorstadt. Gemeinden wie Gerbergasse, Viehweide, Fischersdorf und Poppitz waren in die Bartholomäus-Kirche eingepfarrt. Im Jahr 1539 wurde das Pfarramt der Kirche im Zuge der Reformation dem Pfarrer der Gemeinde Plauen übertragen, sodass zusätzlich Plauen, Naußlitz, Roßthal, Löbtau, Dölzschen und Coschütz in die Kirche eingepfarrt waren. Der erste evangelische Pfarrer der St.-Bartholomäus-Kirche wurde Johann Küchler († 1545), zweiter Pfarrer ab 1546 Nicolaus Fleischmann († 1570). Möglicherweise wurde die Gemeinde Plauen jedoch bereits unter Fleischmann wieder aus der Bartholomäus-Kirche ausgepfarrt; Donat Michael war spätestens 1563 als Ersatz für Fleischmann Pfarrer der Kirche. Ihm folgten 1566 Matthias Haber, anschließend Matthias Hausotter († 1593), der als erster Pfarrer der Parochie ab 1567 auch die Seelsorge der Pestkranken übertragen bekam, und ab 1574 Paul Pretzschner.
Im Zuge der Reformation war das Dresdner Franziskanerkloster geschlossen worden und damit auch einer der wenigen Friedhöfe der Stadt entfallen. Zu dieser Zeit blieben der Frauenkirchhof, der Friedhof der Dreikönigskirche und der der Bartholomäus-Kirche als einzige Begräbnisstätten der Stadt. Zu Pretzschners Zeit waren die Gemeinden so stark angewachsen, dass Kirche und Friedhof zu klein wurden. Die Liegezeiten auf dem Friedhof hatten sich um 1577 dermaßen verkürzt, dass für neue Beisetzungen „oft noch zum Theil unverwester Körper aufgegraben werden müssen“. Die Gemeinden baten Kurfürst August im Jahr 1577 daher um einen neuen Platz für eine größere Kirche samt Friedhof. Auf Fürbitte von Kurfürstin Anna schenkte er der Gemeinde 1578 den sogenannten Parchenhof für eine neue Kirche und einen Platz zu „einem geraumern geruhiglichen Begräbniße“. Am 26. Juli 1578 konnte die Einweihung der Annenkirche gefeiert werden, um die herum der neue Annenkirchhof entstanden war. Im gleichen Jahr verlor die St.-Bartholomäus-Kirche ihren Parochialstatus an die Annenkirche, deren erster Pfarrer Paul Pretzschner wurde. Die bisher in die Bartholomäus-Kirche eingepfarrten Gemeinden wurden nun zur Annengemeinde zusammengefasst. Die Bartholomäus-Kirche wurde dennoch weiterhin für Gottesdienste genutzt, so war der Pfarrer der Annenkirche verpflichtet, viermal im Jahr mittwochs in der St.-Bartholomäus-Kirche einen Gottesdienst mit Kommunion für die Kranken zu halten. Die Schwestern des Hospitals nutzten die Kirche ab 1578 und hielten sie baulich instand. Von 1760 bis 1769 diente die St.-Bartholomäus-Kirche als Ersatzkirche für die Annengemeinde, da die Annenkirche im Siebenjährigen Krieg durch preußischen Beschuss schwer beschädigt worden war.
Bereits 1831 war der Neubau eines Hospitals samt Kirche an der Stelle der Bartholomäus-Kirche geplant. Im Zuge der Anlage des Freiberger Platzes wurden Kirche und Hospital samt den Siechenhäusern von 1838 bis 1839 abgerissen. Auf dem Gelände entstanden in der Folge Mietshäuser.

## Das Kirchengebäude

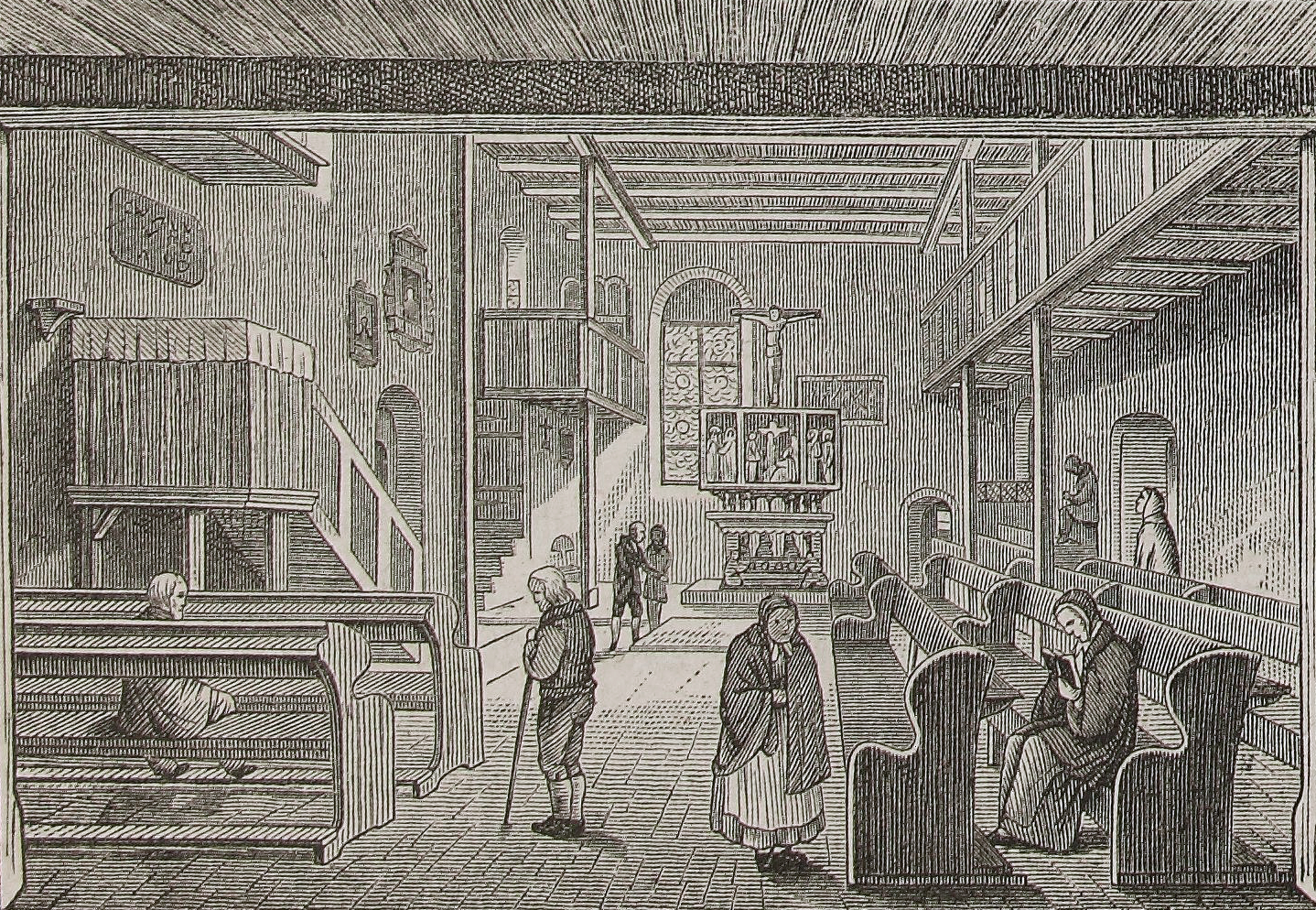
Innenraum der Bartholomäus-Kirche

### Außenansicht
Die Kirche war von 1519 bis 1520 auf Anweisung des Kurfürsten Georg erneuert bzw. neu erbaut worden, so trug ein Stein unweit des Grabsteins von Weihbischof Niclas die Inschrift „Darnach 1519 jare ist diss gotshaus ufs naw widerumb gebawet. Hans Hammer spitalmeyster“. Anton Weck befand 1680, dass die Kirche nicht sehr groß, jedoch „gar fein steinern erbauet“ sei. Auch Historiker Johann Christian Hasche nannte den Bau ein „steinernes aber freylich kleine[s] Kirchelgen“. Cornelius Gurlitt schätzte die Größe der Kirche 1903 auf rund 21 Meter Länge und elf Meter Breite.
Die Kirche war ein schlichter rechteckiger Bau mit kleinem schiefergedecktem Dachreiter, in dem mehrere Glocken angebracht waren. Hasche nannte den Stil „schlecht gothisch“. Das Dach war flach gedeckt; die Fenster waren in ihrer Form uneinheitlich. Die Kirche diente als Gotteshaus für die Gemeinde und die Kranken. Während die Gemeindemitglieder im Inneren der Kirche Platz nahmen, konnten die Kranken des Hospitals aufgrund möglicher Ansteckung die Predigten nur über die Fensterluken mitverfolgen.
Historiker Carl August Espe schrieb 1837, dass die Kirche „Hinsicht der Bauart, wie der Augenschein lehrt und Sachverständige mir versichert haben, von keinem Werthe“ sei.

### Innenansicht
Die Kirche hatte eine einfache Balkendecke mit eingeschobenen Brettern. Der Innenraum der Kirche wurde von auf der Süd-, West- und teilweise Nordseite umlaufenden hölzernen Emporen dominiert. Im östlichen Altarbereich befand sich zusätzlich eine einfache Empore mit Treppe für den Kirchenchor. Auf ihr stand auch das Positiv für die Kirchenmusik. Die Emporen wurden 1663 von George Lessigk mit Wasserfarben bemalt. Die Zeichnungen zeigten biblische Szenen und waren von verzierten Holzrahmen umgeben. Der Chorbereich selbst war von Franz Eger mit goldenen Sternen und Rosen ausgemalt worden.
Die Kirche schloss an der Westseite gegenüber dem Dachreiter mit einer kleinen Sakristei ab, die gewölbt, aber so niedrig war, dass man kaum aufrecht in ihr stehen konnte. Die Sakristei wurde vom Kirchraum aus durch eine runde Tür betreten.

## Ausstattung

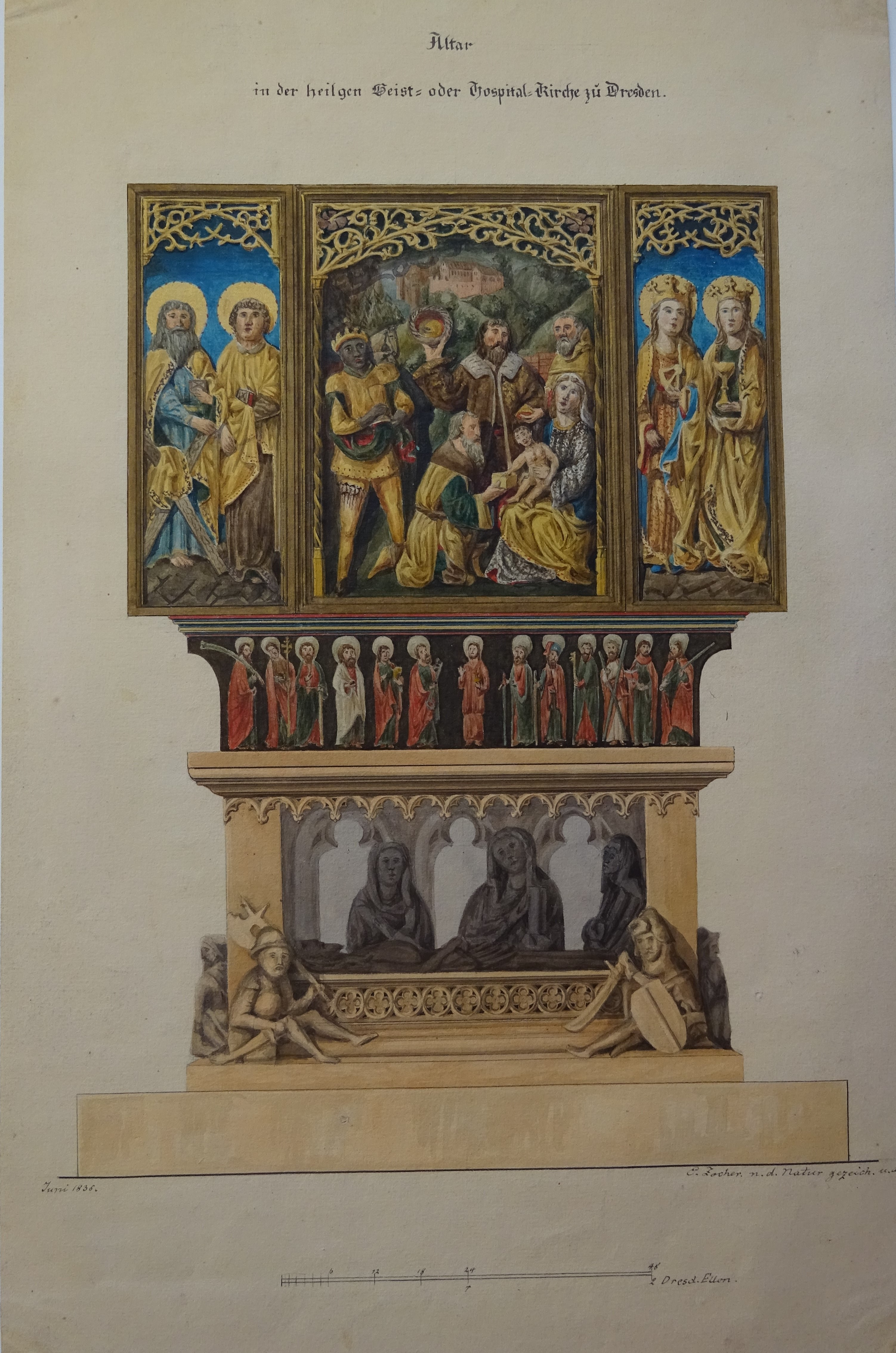
Ernst Wilhelm Zocher: Colorierte Aufrisszeichnung des Altar, Predella und Heiliges Grab

### Altar

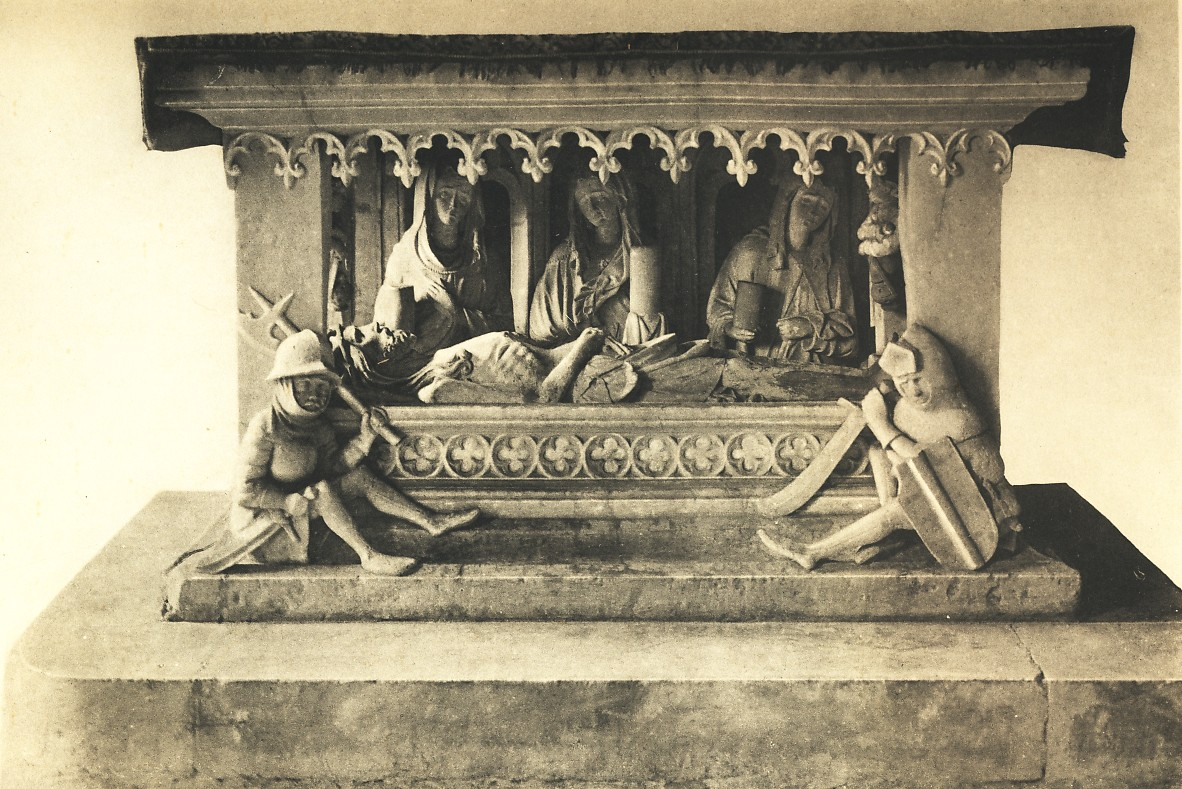
Altartisch mit dem Heiligen Grab, Foto um 1910

In der Kirche stand an der Ostseite ein Altar, der teilweise durchbrochen war. Der Altartisch war hohl und zeigte das Innere des Grabes Christi mit den drei heiligen Frauen Maria Magdalena, Maria Jakobi und Salome. Die Figur des toten Jesus war im Vordergrund erkennbar. Über dem Grab schwebten die Engel, am Rand der Szene waren die schlafenden Wärter erkennbar. „Das Verhältniß der Figuren untereinander ist hierbey gar nicht beobachtet, weil die Wächter über die Hälfte kleiner sind“, befand Hasche 1783. Bei dem Altarteil handelte es sich um den ersten Altar mit dem Heiligen Grab aus der Busmannkapelle, der nach Auflösung des Franziskanerklosters 1552 in die Bartholomäus-Kirche gekommen war. Um 1837 war der Altar gut erhalten und nur die Engelsfiguren wiesen Bruchstellen auf. Durch mehrfache Kalkanstriche war der Altar jedoch zu dieser Zeit bereits „sehr verunstaltet“. Nachdem die Kirche 1839 abgebrochen worden war, gelangte das Stück in den Besitz des Königlich Sächsischen Altertumsvereins, der es im Palais im Großen Garten einlagerte. Hier wurde der Altar, von dem sich bereits um 1900 nur Teile erhalten hatten, bei der Bombardierung Dresdens im Februar 1945 zerstört.
Über dem Altartisch befand sich ein Aufbau: Das Altarblatt bestand aus einer geschnitzten Darstellung von Maria mit dem Kind und den Weisen des Morgenlands. Die Figuren waren teilweise vergoldet. Die Schnitzerei wurde Hans Eyfflender zugeschrieben und auf das Jahr 1509 datiert. Sie war 1,04 Meter breit und 1,37 Meter hoch. Die Rückwand des Altars war mit einer hölzernen Doppeltür versehen, die wie ein Schrank geöffnet werden konnte. Sie zeigte links Schnitzereien des Apostels Andreas und des Heiligen Stephanus und rechts die Heiligen Katharina und Magdalena. Gemalt waren zudem der Heilige Petrus und der Heilige Nikolaus abgebildet. Bei Feiertagen wurden die Türflügel des Altars geöffnet, der so zum Dreifelderaltar wurde. Die Altarflügel hatten eine Breite von je 52 Zentimetern. Über dem Altar hing ein hölzernes Kruzifix als Bekrönung, das Hasche als „in dem schlechtesten Stil gearbeitet…“ bezeichnete. Angenommen wird, dass der Altaraufbau aus dem 16. Jahrhundert stammte und „sicher nicht für die arme Bartholomäus-Kirche gestiftet worden“ ist. Vermutlich stand er ursprünglich in der Dreikönigskirche und kam nach dem Stadtbrand von Altendresden 1685, bei dem die Kirche zerstört wurde, in die Bartholomäus-Kirche. Als die Kirche abgebrochen wurde, ging der Schrein in den Besitz des Sächsischen Altertumsvereins über, wo er sich noch 1903 erhalten hatte.
Am Fuß der Altarrückwand war ein Ölgemälde mit den zwölf Aposteln zu sehen. Ob es sich dabei um die Predella aus der Busmannkapelle handelte, die mit dem Altar in die Bartholomäus-Kirche gekommen war, ist unbekannt.

### Kanzel

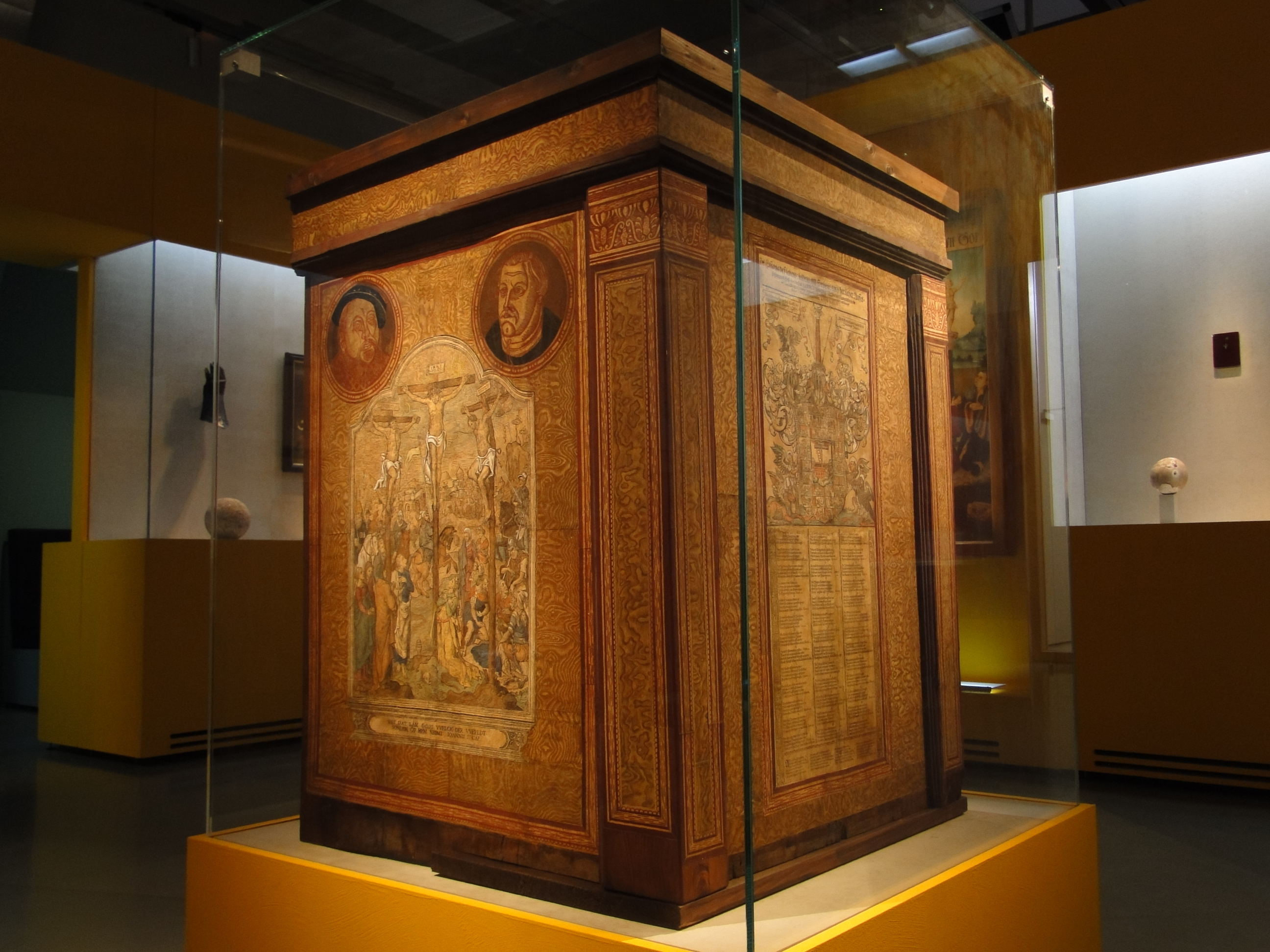
Flasernkanzel der Bartholomäus-Kirche; Stadtmuseum Dresden

Die Kirche hatte eine hölzerne, 85 Zentimeter breite Kanzel, die wie die Chorempore an der Nordseite der Kirche stand. Die Kanzel war an der Kirchenwand angebracht und wurde über eine Treppe betreten. Möglicherweise entstand sie im Zuge eines Umbaus im Jahr 1552. Die Einfassung der Treppe, wie auch die Kanzel selbst, waren mit Bildtapeten aus Papier bzw. Fladerpapier (sog. „Flasernkanzel“) beklebt. Die Front zeigte als aufgeklebten Holzschnitt ein Passionswappen mit Szenen des Leidens Christi. Unter dem Wappen war die Leidensgeschichte Christi in Versform gedruckt; das Gedicht stammte aus dem Jahr 1569. An der rechten Schmalseite waren der segnende Christus sowie an der linken eine Szene der Kreuzigung Christi bzw. ein Kalvarienberg zu sehen. Unter der Zeichnung stand auf Niederländisch „Siet dat Lam Gods, tovelck der Werldt /Sonden op hem neemt. Johannes I Cap.“ Über der Kalvarienbergdarstellung waren die Porträts von Kurfürst Johann Friedrich I. und Martin Luther zu sehen. Cornelius Gurlitt ordnete die Kanzel als Werk von Hans Willkomm (1509–1577) ein, der im 16. Jahrhundert auch auf Schloss Annaburg und Schloss Freudenstein mit Flasern arbeitete. Der Kanzelkorb ist erhalten und Teil der Dauerausstellung zur Dresdner Stadtgeschichte im Stadtmuseum Dresden.

### Taufstein
Die Kirche hatte ein steinernes Taufbecken, das in Kelchform gestaltet worden war und möglicherweise aus dem 16. Jahrhundert stammte. Es stand seitlich vom Altar, gegenüber der Kanzel auf der Südseite der Kirche. Auf dem Taufbecken war der gegeißelte Christus in Holz abgebildet. Die Figur war bemalt. Kunsthistoriker Cornelius Gurlitt schrieb, dass der Taufstein in späteren Jahren stark überarbeitet wurde. Er hatte sich 1903 im Stadtmuseum erhalten, befand sich später im Palais im Großen Garten und wird heute in der Seidnitzer Nazarethkirche genutzt.

### Glocken und Orgel
Der Guss von zwei neuen Glocken möglicherweise durch Antonius Tjorler ist für das Jahr 1552 belegt. Andreas Herold goss die Glocken 1651 um.
Die Kirche hatte ein Positiv, das auf der Chorempore stand.

### Sonstige Ausstattung

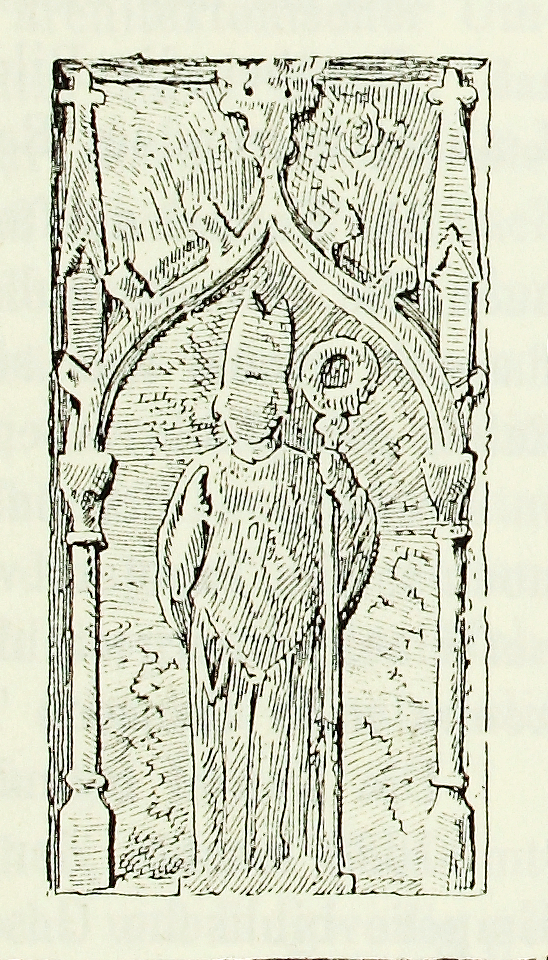
Epitaph von Weihbischof Niclas, Zeichnung von Cornelius Gurlitt um 1903

In der Kirche befand sich ein Gestühl aus Eichenholz, das sich 1903 teilweise erhalten hatte und im Stadtmuseum gelagert wurde. Im Kirchenraum waren mehrere Öl- und Wasserfarbengemälde angebracht, darunter auch Gedächtnisbildnisse. Im östlichen Kirchenfenster beim Altar existierten noch 1837 Glasscheiben aus dem Jahr 1553, die in gelber Farbe mit Wappen und Namen von Stiftern der Kirche bemalt waren.
In der Kirche wurde unter anderem Weihbischof Niclas von Meißen beigesetzt. Sein Epitaph aus dem Jahr 1391 wurde im Zuge der Vergrößerung der Kirche in die südwestliche Kirchenwand versetzt. Es zeigte Niclas von Meißen in Stein gehauen, wobei die Figur von einem Inschriftband mit dem Text „anno Domini M.CCC.XCI. in vigilia. St. Matthaei. obiit. rev. in Christo pater et Dominus Nicolau episc. Constancianensis“ umgeben war. Um 1837 waren Figur und Inschrift weitgehend nicht mehr erkennbar. Beim Abbruch der Kirche wurde die Grabplatte geborgen und ins Stadtmuseum gebracht. Eine weitere Grabplatte lag unweit des nördlichen Kircheingangs in Altarnähe und war in den Boden eingelassen. Sie war schon in der Kirche nur bruchstückhaft erhalten. Espe vermutete in weiteren Sandsteinen, die in den Boden eingelassen waren, Grabsteine vom Kirchhof.
Im Jahr 1903 hatte sich eine etwas mehr als ein Meter hohe Statue des Heiligen Bartholomäus erhalten, die schwer beschädigt beim Abbruch der Kirche geborgen worden war. Cornelius Gurlitt vermutete darin eine in den Kirchenakten erwähnte Arbeit von Meister Matiss aus dem Jahr 1479, die möglicherweise nach Aufstellung der Nachfolgefigur im Jahr 1519 in der Kirche vermauert worden war. Die Statue befand sich 1903 im Dresdner Stadtmuseum. Zudem waren verschiedene Skulpturen aus der Kirche erhalten, darunter neben Heiligenskulpturen auch Grabdenkmäler. Im Stadtmuseum Dresden befinden sich unter anderem die Holzskulptur eines Schmerzensmannes, die zu Beginn des 16. Jahrhunderts gefertigt und bemalt wurde, sowie das Epitaph der Familie Erttel aus dem Jahr 1575.

## Friedhof
Obwohl auch die Kirche als Bestattungsort genutzt wurde, fand die Mehrzahl der Bestattungen auf dem Kirchhof um die Kirche statt. Er gehörte zu den frühesten Begräbnisstätten im Dresdner Raum. Auf ihm wurden nicht nur die Gemeindemitglieder, sondern auch Kranke, Arme sowie bis 1568 die Pestleichen Dresdens bestattet. Der Friedhof erhielt 1501 und 1503 ein Beinhaus und eine Leichenhalle. Im Beinhaus wurden die ausgegrabenen Gebeine der Toten untergebracht, um Grabstätten schneller neu belegen zu können. Das Beinhaus hatte einen Giebel mit einer Kruzifixdarstellung sowie einem Bild des Heiligen Bartholomäus; beides wurde von Kuntz Steinmetz gehauen und von Franz Eger bemalt.
Zu Zeiten von Epidemien, aber auch in späteren Jahren, als die Gemeinden stark angewachsen waren und die Kirche die Gläubigen nicht mehr fassen konnte, fanden Gottesdienste auf dem Kirchhof statt. Der Pfarrer predigte dann von der sogenannten Pestkanzel aus, die an der südlichen Außenmauer des Kirchhofs angebracht worden war. Diese steinerne Kanzel wurde wahrscheinlich Mitte des 16. Jahrhunderts erbaut und war bis zum Abriss der Kirche auf dem Kirchhof vorhanden.